# Sint-Pietersabdij (Oudenburg)

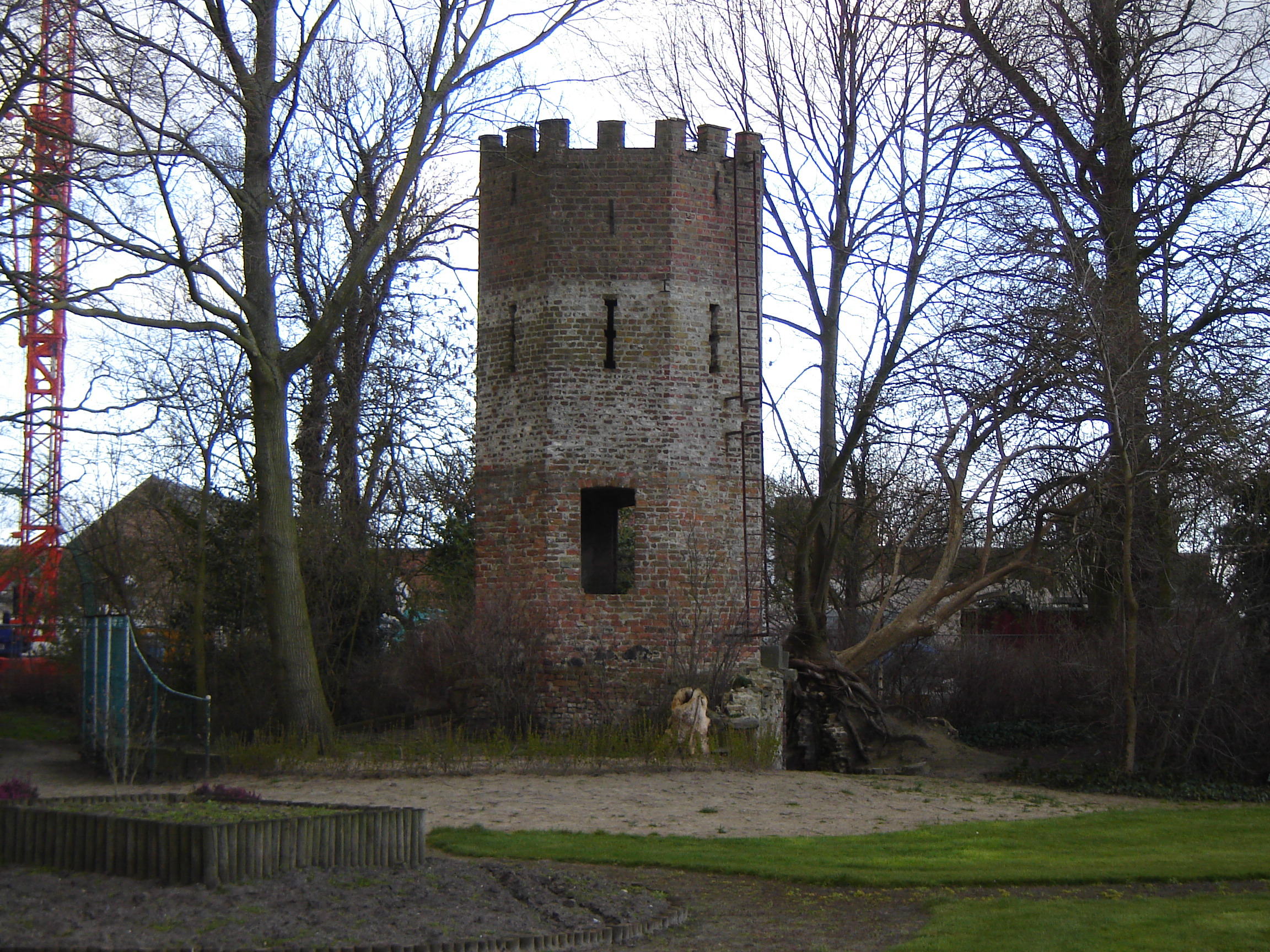
Ehemaliges Taubenhaus

Die Sint-Pietersabdij (frz.: Abbaye Saint-Pierre d’Oudenburg, lat.: Monasterium Aldenburgensis)  ist die Ruine eines Benediktiner-Klosters, das 1084 von Arnulf von Soissons in Oudenburg, heute Belgien gegründet wurde. Es bestand bis 1797, wurde im Zuge der Französischen Revolution verstaatlicht, verkauft und durch den Käufer teilweise abgetragen. Heute stehen nur noch einzelne Gebäude und teilweise Ruinen.

## Lage
Die Reste des Klosters liegen im Ortskern von Oudenburg, etwa 18 km westlich von Brügge und etwa 9 km südlich der Nordseeküste. Die gemeinde gehört zur Provinz Westflandern.

## Geschichte
Man geht davon aus, dass an dem Platz schon eine Kirche als Vorgängerbau gestanden hat, die auf Ursmar von Lobbes († 713) zurückgehen könnte.
Arnulf von Soissons gründete 1083 oder 1084 das Kloster; von 1095 bis 1105 war ein Gervinus von Aldenburg Abt.
Hariulf (Harnulfus Aldenburgensis Abbas) war im 12. Jahrhundert Abt und Chronist der Abtei Saint-Riquier in Saint-Riquier.
Nach den Zerstörungen der französischen Revolution blieben nur Abtshaus (erbaut 1756), Hofstelle (mit einem Tor, dass die Jahreszahl 1671 trägt, von Karel Geleyns), eine Scheune und ein Taubenhaus, sowie ein Mauerrest übrig. Die Mauer trägt noch das Wappen von Maximilien d'Enghien (1616–1662), der als zweiter Erneuerer des Klosters gilt. Der letzte Mönch, Norbert Daghelet (1770–1852), kam nach einigen Irrfahrten zurück nach Oudenburg und war Pfarrer von 1821 bis zu seinem Tod.
Die Brauerei ist verschwunden. Sie war für das Kloster bedeutsam, da der hl. Arnulf der Patron der Brauer ist. In den erhaltenen Gebäuden des Klosters waren in der Folgezeit vor allem landwirtschaftliche Betriebe untergebracht. 1989 wurden die Gebäude wieder verkauft. Zeitweise war ein Hotel („De Abdijhoeve“) im Abtshaus untergebracht. Heute gehören die Gebäude wieder der Stadt Oudenburg.
1934 wurde die neu gegründete Sint-Pietersabdij (Brugge) Rechtsnachfolger.

## Gegenwart
Das Abtsgebouw (Marktstraat 28) von Maurus Eloy wurde restauriert und beherbergt heute das Romeins Archeologisch Museum. Das Taubenhaus wurde im Zweiten Weltkrieg von den Deutschen in einen Aussichtsturm mit Schießscharten umgebaut.